# Varzedo
Varzedo là một đô thị thuộc bang Bahia, Brasil. Đô thị này có diện tích 167,003 km², dân số năm 2007 là 8681 người, mật độ 52 người/km².